# Vallée de Pemberton
La vallée de Pemberton est une vallée de Colombie-Britannique bordant la rivière Lillooet en amont du lac Lillooet. Elle inclut les communautés de Mount Currie (en), Pemberton, ainsi que la région agricole qui les entoure jusqu'à Pemberton Meadows (en).
Le terme n'est normalement utilisé que pour désigner les parties habitées de la vallée, et non les régions inhabitées au nord de Pemberton Meadows, bien que la définition officielle s'étende du lac Lillooet jusqu'à la confluence avec le Meager Creek (en).
Historiquement, la région faisait partie du Pays Lillooet (en) mais en raison de la réorientation de l'économie de la région et de la société depuis l'ouverture et l'extension de la Sea to sky highway, la zone est désormais considérée comme faisant partie du Sea-to-Sky Corridor (en).

## Source
- (en) Cet article est partiellement ou en totalité issu de l’article de Wikipédia en anglais intitulé « Pemberton Valley » (voir la liste des auteurs).